# Virus tropical
Virus tropical és una pel·lícula d'animació colombiana de 2018 dirigida per Santiago Caicedo. Compta amb les veus d'Alejandra Borrero, María Cecilia Sánchez i Diego León Hoyos, entre d'altres. Ha participat en importants esdeveniments a nivell mundial com el Festival Animation Is Film a Los Angeles, el Festival Southwest Film, el Festival de Cinema d'Animació d'Annecy, els Premis Quirino de l'Animació Iberoamericana, on és un dels finalistes de la segona edició, i el Festival Internacional de Cinema de Berlín.

## Sinopsi
Paola Paola és una nena colombiana que ha de tractar de tirar endavant en un context complicat, on els estereotips i les aparences no li permeten encaixar com ella volgués en la societat. Amb la seva visió única del món, Paola ha d'aprendre a viure pas a pas i obrir-se camí enmig d'una societat hipòcrita, enfrontant tota una sèrie de petites crisis que forgen la seva personalitat.

## Veus
- Alejandra Borrero com Hilda.
- María Cecilia Sánchez com Paola.
- Martina Toro com Paola nena.
- María Parada com Paty nena
- Diego León Hoyos com Uriel.